# 福克斯昂富
福克斯昂富（法語：Fox-Amphoux，法語發音：[fɔks ɑ̃fu]）是法国普罗旺斯-阿尔卑斯-蓝色海岸大区瓦尔省的一个市镇，属于布里尼奥勒区。

## 地理
福克斯昂富（43°35'49"N, 6°5'34"E）面积40.76 平方千米，位于法国普罗旺斯-阿尔卑斯-蓝色海岸大区瓦尔省，该省份为法国东南部沿海省份，北起上普罗旺斯阿尔卑斯省，西北角与沃克吕兹省接壤，西接罗讷河口省，南濒地中海，东临滨海阿尔卑斯省。
与福克斯昂富接壤的市镇（或旧市镇、城区）包括：蒙梅扬、欧普斯、穆瓦萨克贝勒维、蓬特韦斯、雷居斯、锡扬拉卡斯卡德、塔韦讷。
福克斯昂富的时区为UTC+01:00、UTC+02:00（夏令时）。

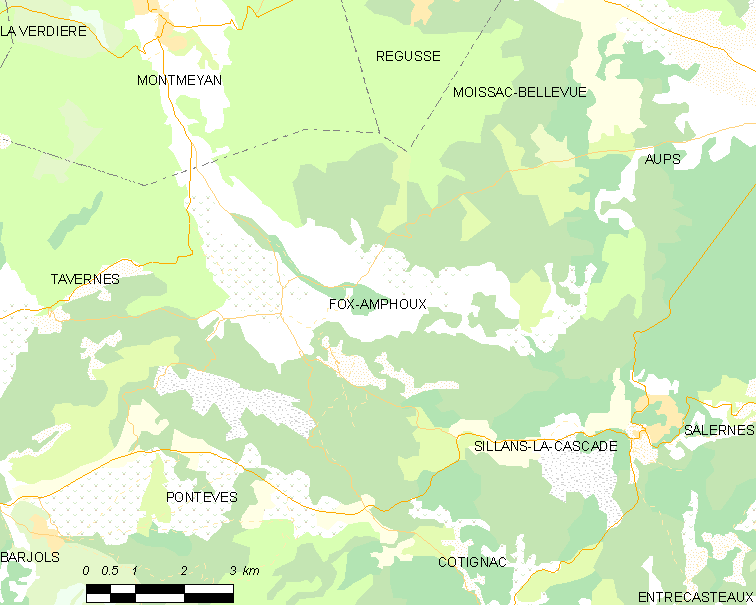
福克斯昂富的OSM定位图

## 行政
福克斯昂富的邮政编码为83670，INSEE市镇编码为83060。

## 政治
福克斯昂富所属的省级选区为弗拉约斯克县。

## 人口

1962-2008年间福克斯昂富人口变化图示

福克斯昂富于2022年1月1日时的人口数量为501人。